# Tapiolan Honka
El Tapiolan Honka es un equipo de baloncesto finlandés con sede en la ciudad de Espoo, que compite en la Korisliiga. Disputa sus partidos en el Honkahalli lounaasta katsottuna.

## Historia
El club polideportivo se fundó en 1957 en la ciudad de Espoo con en nombre de Tapion Honka, y hasta 1975 permaneció con esa denominación, hasta que ese año los diversos deportes del club se independizaron, y el equipo de baloncesto comenzó a llamarse Espoon Honka.
En 2011, el equipo desapareció por problemas económicos, refundándose al año siguiente con la denominación actual de Tapiolan Honka.

## Palmarés
- Korisliiga
  - Campeón (13): 1968, 1969, 1970, 1971, 1972, 1974, 1976, 2001, 2002, 2003, 2007, 2008
- Copa de Finlandia
  - Campeón (5): 1973, 1974, 1975, 2001, 2009